# 26821 Baehr
26821 Baehr è un asteroide della fascia principale. Scoperto nel 1988, presenta un'orbita caratterizzata da un semiasse maggiore pari a 3,0316913 UA e da un'eccentricità di 0,1057544, inclinata di 9,94366° rispetto all'eclittica.